# Hyperolius castaneus
Hyperolius castaneus är en groddjursart som beskrevs av Ernst Ahl 1931.
Hyperolius castaneus ingår i släktet Hyperolius och familjen gräsgrodor. IUCN kategoriserar arten globalt som sårbar. Inga underarter finns listade i Catalogue of Life.

## Habitat och utbredning

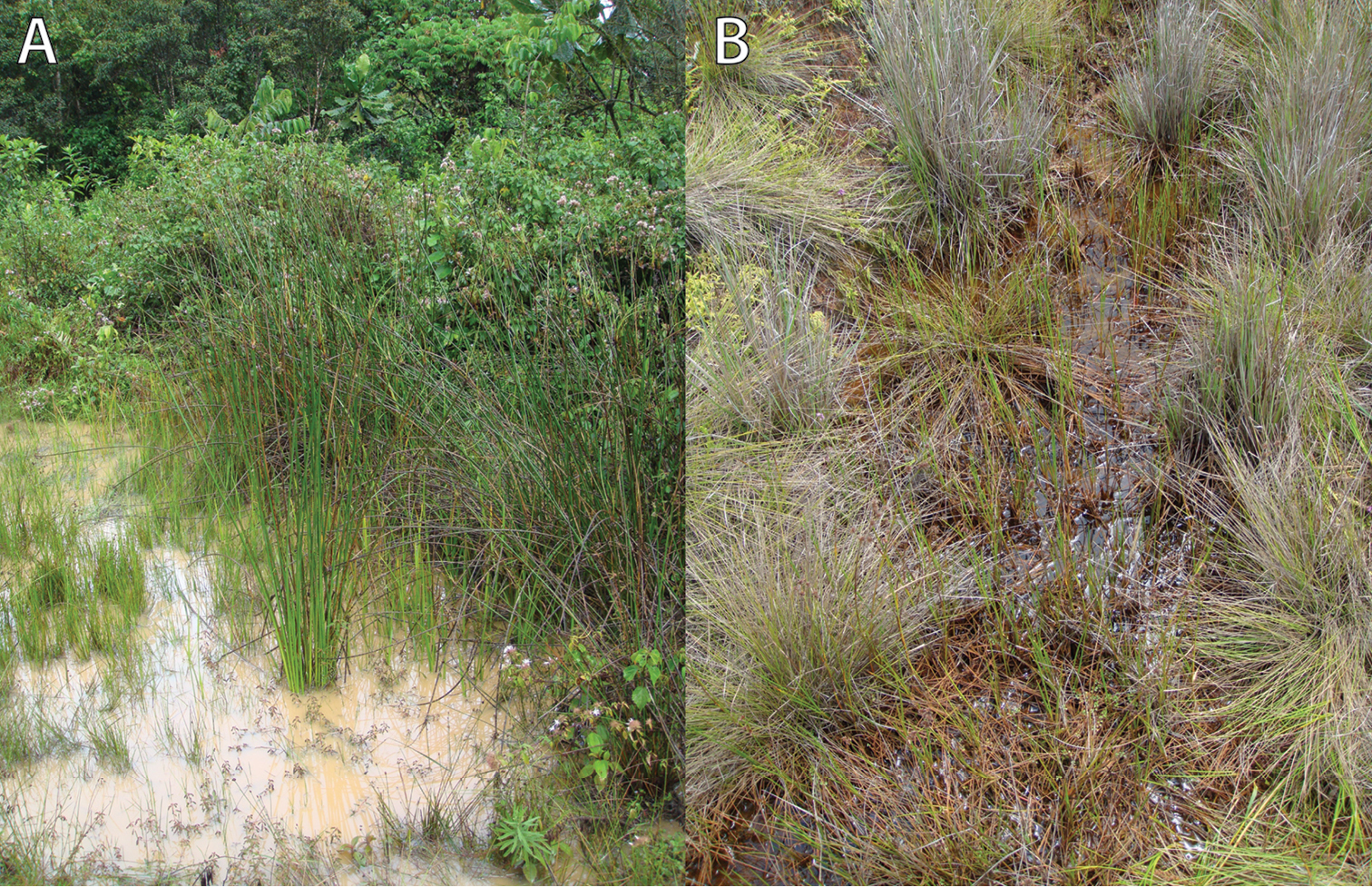
Träskhabitat i Nyungwe nationalpark.

Den finns i Burundi, Kongo-Kinshasa, Rwanda och Uganda. Dess habitat är tropiska och subtropiska fuktiga bergsskogar, tropiska och subtropiska gräsmarker på hög höjd och träsk. 

## Galleri

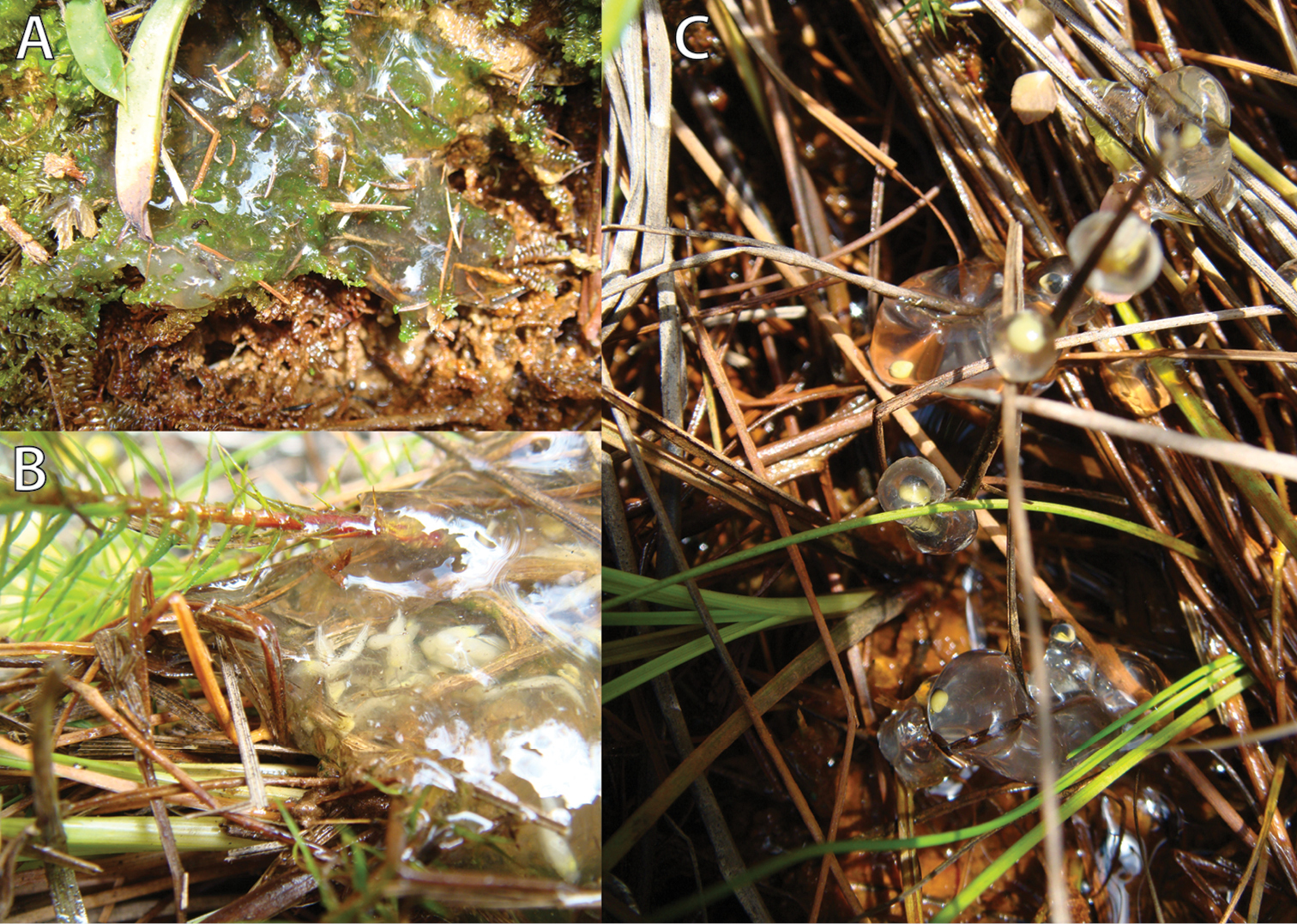
Ägg i olika stadier.
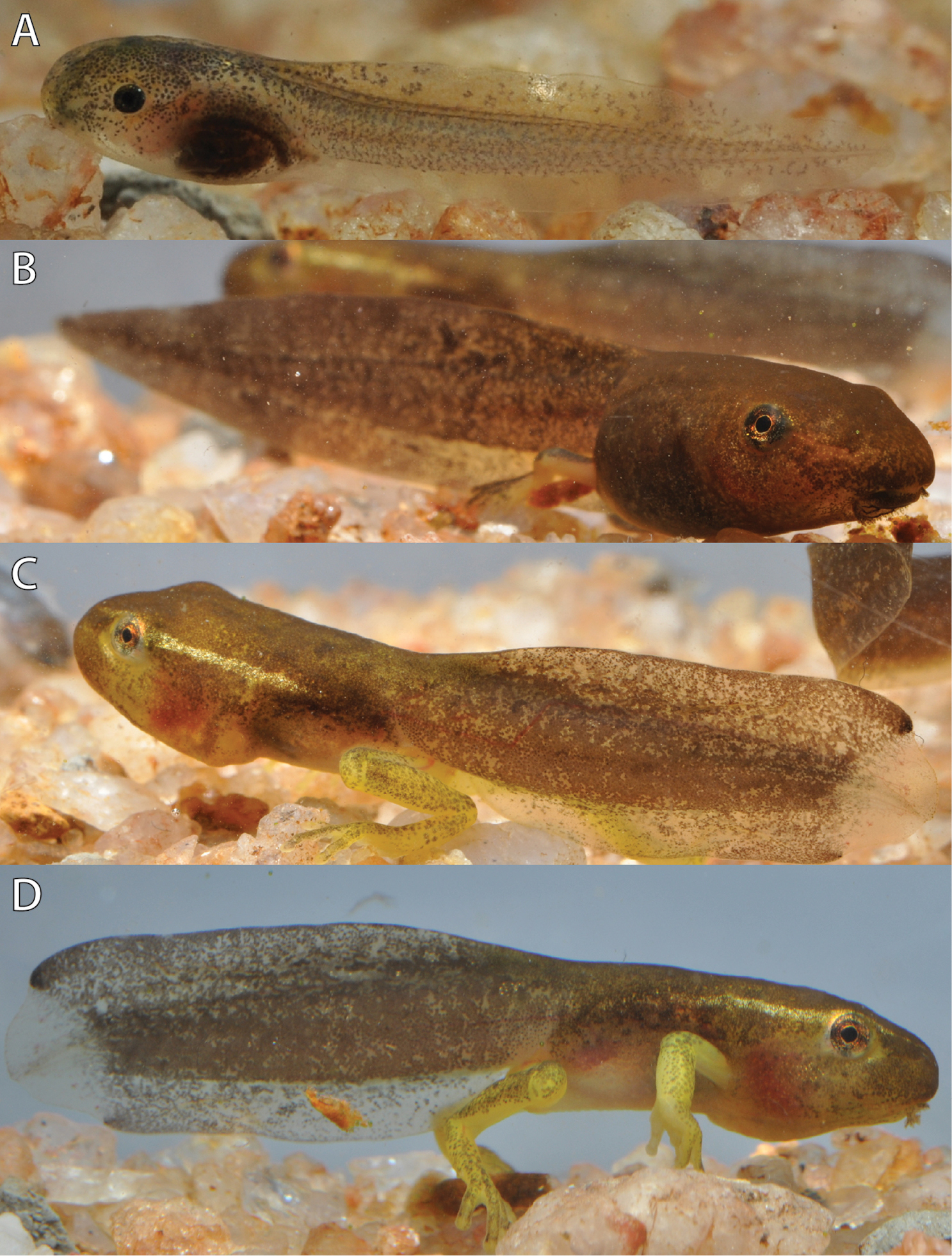
Grodlarver i olika stadier.